# Holotrichia scutulata
Holotrichia scutulata är en skalbaggsart som beskrevs av Von Dalle Torre 1912. Holotrichia scutulata ingår i släktet Holotrichia och familjen Melolonthidae. Inga underarter finns listade i Catalogue of Life.